# Fliegerkosmonaut der Russischen Föderation
Der Fliegerkosmonaut der Russischen Föderation (russisch Летчик-космонавт Российской Федерации) bezeichnet einen Titel, der durch den Erlass 2555-1 vom 20. März 1992 gestiftet wurde.
Er ist Nachfolger des Titels Fliegerkosmonaut der Sowjetunion und wird russischen Kosmonauten nach einem Raumflug verliehen.

## Abzeichen

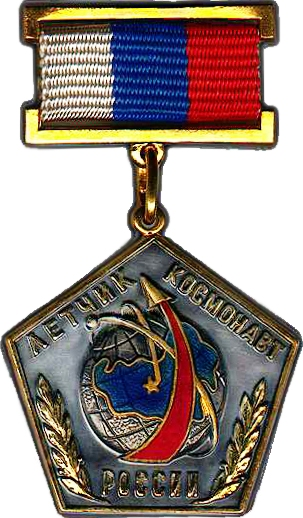
Abzeichen der russischen Fliegerkosmonauten

Das Abzeichen ist ein silbernes Fünfeck mit konvexem, vergoldeten Rand. Von der früheren sowjetischen Ausfertigung unterscheidet es sich außer der Aufschrift („Russland“ statt „UdSSR“) in der Farbgebung: das Land ist nun nicht mehr rot eingefärbt, sondern blau, die Spur des Raumschiffs bekam ein kräftigeres Rot, so dass der Globus in den russischen Farben weiß-blau-rot erscheint. Auch die Farbe des Bandes wurde an die russische Fahne angepasst. Die stilisierten Landesgrenzen wurden jedoch nicht geändert.
Das Abzeichen wird auf der rechten Seite der Brust getragen.

## Träger
- 1992: Kaleri
- 1993: Awdejew, Polestschuk
- 1994: Ziblijew, Ussatschow, Malentschenko, Mussabajew
- 1995: Kondakowa, Deschurow, Budarin
- 1996: Gidsenko, Onufrienko
- 1997: Korsun
- 1998: Lasutkin, Winogradow, Scharipow, Baturin
- 1999: Padalka, Tokarew
- 2000: Saljotin
- 2001: Morukow
- 2002: Kosejew, Lontaschakow
- 2003: Tjurin, Jurtschichin
- 2004: Treschtschow
- 2005: Schargin
- 2008: Kotow
- 2009: S. Wolkow, Kononenko
- 2010: Romanenko, Surajew
- 2011: Skworzow, Skripotschka, Kornijenko
- 2012: Kondratjew, Borissenko, Samokutjajew
- 2013: Iwanischin, Schkaplerow
- 2014: Nowizki, Rewin, Tarelkin
- 2015: Rjasanski
- 2016: Artemjew, Serowa, Missurkin
- 2017: Owtschinin
- 2018: Ryschikow